# Sytze Greidanus

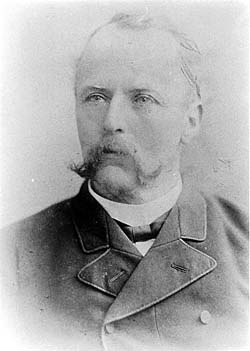
Dr Sytze Greidanus op jonge leeftijd (ca. 1875)

Sytze Greidanus (Leeuwarden, 7 augustus 1843 - Baarn, 25 oktober 1914) was arts, wethouder Publieke Werken en hofarts van de Nederlandse Koninklijke familie.
Greidanus was de zoon van Taco Greidanus en Cornelia Petronella Leensma. Zij hadden een kruidenierszaak en grossierderij aan de Tweebaksmarkt in Leeuwarden. Op 27 mei 1868 trouwde Sytze met Ietsche (Jitske) Kuipers. Ze kregen vier kinderen: drie meisjes en een jongen.

## Studie
Hij liet zich op achttienjarige leeftijd op 19 september 1861 inschrijven als medisch student aan de universiteit van Leiden. In 1866 promoveerde hij tweemaal: op 20 juni cum laude tot doctor in de geneeskunde (midden in een cholera-epidemie) en op 23 oktober magna cum laude tot doctor in de verloskunde.

## Arts
Op 8 februari 1867 begon hij een dokterspraktijk in Buitenpost. Het gezin woonde tegenover het huidige gemeentehuis.
Op 15 november 1867 liet hij zich inschrijven aan de Universiteit van Groningen en promoveerde een jaar later tot doctor in de heelkunde.
Op 1 mei 1877 vertrok hij naar Soest waar hij als gemeente-arts en als hofarts van prins Hendrik ging werken. In 1881 volgde zijn benoeming tot gemeente-geneesheer te Baarn. De familie ging wonen in villa Dalhof aan de Dalweg 8. Verder werd hij hofarts van koning Willem III en daarna van koningin Emma. In 1890 werd dit officieel en kreeg hij een jaarsalaris van 700 gulden.

## Wethouder
In 1902 werd hij lid van de gemeenteraad om in 1909 tot wethouder Publieke Werken in Baarn te worden benoemd. Hij zou het ambt tot zijn dood in 1914 blijven vervullen.
Dokter Greidanus was officier in de Orde van Oranje Nassau. Op 29 oktober 1914 werd Greidanus begraven op de Oude Algemene Begraafplaats aan de Berkenweg in Baarn.